# Copper
Copper är en kanadensisk-amerikansk TV-serie från 2012 som utspelar sig i 1860-talets New York. Serien hade svensk premiär den 3 maj 2013.

## Handling
Kevin "Corky" Corcoran arbetar som polis i  1860-talets New York. Han letar även efter sin försvunna fru som försvunnit i samband med att deras dotter hittats död.

## Medverkande
- Tom Weston-Jones som Kevin "Corky" Corcoran, en irländsk invandrare som arbetar som polis i New York.
- Kyle Schmid som Robert Morehouse, son till en rik industrialist på Fifth Avenue, tidigare Corcorans och Freemans major i Union Army
- Ato Essandoh som Matthew Freeman, en svart läkare som arbetar som patolog åt Corcoran
- Anastasia Griffith som Elizabeth Haverford, brittisk hustru till en rik vän till Morehouse
- Franka Potente som Eva Heissen, en bordellmamma
- Kevin Ryan som Francis Maguire, en irländsk polis som arbetar tillsammans med Corcoran
- Dylan Taylor som Andrew O’Brien, polis som arbetar tillsammans med Corcoran och Maguire
- Kiara Glasco som Annie Reilly, ett prostituerat barn
- Tessa Thompson som Sara, Matthews  fru, vars bröder blev lynchade av en grupp irländare